# Lars-Åke Schneider
Lars-Åke Schneider (ur. 10 lipca 1955 w Sztokholmie) – szwedzki szachista, mistrz międzynarodowy od 1976 roku.

## Kariera szachowa
W 1972 r. podzielił I m. w cyklicznym turnieju juniorów do 18 lat w Hallsbergu. Od połowy lat 70. XX wieku do połowy lat 80. należał do ścisłej czołówki szwedzkich szachistów. Wielokrotnie startował w finałach indywidualnych mistrzostw kraju, w latach 1979, 1982, 1983 i 1986 zdobywając złote medale. Pomiędzy 1976 a 1984 r. wystąpił na wszystkich w tym okresie rozegranych pięciu szachowych olimpiadach, był również (w 1980 r.) uczestnikiem drużynowych mistrzostw Europy.
Do jego sukcesów na arenie międzynarodowej należą m.in.:
- I m. (1982) oraz czterokrotnie dz. I m. (1978, 1981, 1985, 1987) w turniejach Rilton Cup w Sztokholmie,
- I m. (1980) oraz dwukrotnie dz. I m. (1979, wspólnie z Axelem Ornsteinem i 1982, wspólnie z Larsem Karlssonem) w Eksjö,
- dz. II m. w Esbjergu (1977, turniej The North Sea Cup, za Jensem Kristiansenem, wspólnie z Williamem Hartstonem),
- dz. I m. w Netanji (1977, wspólnie z m.in. Khosro Harandim),
- dz. I m. w Roskilde (1978, wspólnie z Heikki Westerinenem),
- I m. w Gladsaxe (1979),
- I m. w Oslo (1980),
- II m. w Hamburgu (1981, za Matsem Sjöbergiem),
- III m. w Esbjergu (1983, mistrzostwa krajów nordyckich, za Curtem Hansenem i Tomem Wedbergiem).

Najwyższy ranking w karierze osiągnął 1 lipca 1988 r., z wynikiem 2475 punktów zajmował wówczas 6. miejsce wśród szwedzkich szachistów.